# سوپر ماریو میکر ۲
سوپر ماریو میکر ۲ (به انگلیسی: Super Mario Maker 2) یک بازی ویدئویی در سبک سکوبازی و سیستم ساخت بازی از مجموعه بازی‌های سوپر ماریو است که توسط شرکت نینتندو برای کنسول نینتندو سوئیچ ساخته و منتشر شده‌است. این بازی دنبالهٔ سوپر ماریو میکر محسوب می‌شود که در ۲۸ ژوئن ۲۰۱۹، در سراسر جهان منتشر شده‌است. روند بازی تا حد زیادی نسبت به نسخه پیشین حفظ شده‌است، که در آن بازیکنان خط سیر سفارشی خود را با استفاده از دارایی‌های بازی‌های مختلف در سراسر فرنچایز سوپر ماریو ایجاد می‌کنند و آن‌ها را به صورت آنلاین به اشتراک می‌گذرانند. سوپر ماریو میکر ۲ ویژگی‌ها و دارایی‌های جدیدی را معرفی می‌کند، که شامل سبک خط سیر جدید و دارایی‌های مبتنی بر عنوان سوپر ماریو ۳ دی ورلد است. همانند نسخه پیشین، این عنوان نیز با واکنش‌های مثبتی از سوی منتقدان همراه بود، که تعامل در بازی، ابزار ویرایش مسیر و موسیقی مورد تحسین قرار گرفت، اما منتقدان نسبت به مسائل مربوط به حالت آنلاین انتقاداتی داشتند.